# Bigoudine (kommun)
Bigoudine (franska: Bigoudine (CR), Bigoudine (Commune Rurale), arabiska: اصادص) är en kommun i Marocko.   Den ligger i provinsen Taroudannt och regionen Souss-Massa, i den centrala delen av landet, 400 km sydväst om huvudstaden Rabat. Antalet invånare är 6 465.